# YTF på Gröna Lund
YTF på Gröna Lund är en skiva inspelad live på Sveriges Visfestival år 1972, på Gröna Lund i Stockholm. 
Medverkar gör bland annat Eva Möller, Stefan Demert, Björn Ehrling, Björn Arahb, Evert Taube, Fred Åkerström, Thorstein Bergman och Cornelis Vreeswijk. 
Låtföreckning
| A1  | Herr T Och Hans Spelmän–        | Ett Liv Efter Detta Written-By – G. Fröding*, T. Björk*                                                                     |
| A2  | Eva Möller–                     | Sant Och Intressant Written-By – E. Möller*                                                                                 |
| A3  | Eva Möller–                     | Hemlig Busgrabb Written-By – E. Möller*                                                                                     |
| A4  | Stefan Demert–                  | Flickan Och Bullen Written-By – M. Nilsson*, S. Demert*                                                                     |
| A5  | Jeja Sundström–                 | Den Rätte Written-By – E. Lindorm*, J. Sundström*                                                                           |
| A6  | Björn Ehrling –                 | Brooklandsvägen Written-By – Trad.*                                                                                         |
| A7  | Björn Arahb–                    | Dityramb I Morgonglans Written-By – U. P. Olrog*                                                                            |
| A8  | Björn Arahb–                    | Fredmans Sång No. 16 [Är Jag Född Så Vill Jag Leva] Written-By – C. M. Bellman*                                             |
| A9  | Lars Göransson (3)–             | Marionetterna Written-By – B. Bergman*, L. Göransson*                                                                       |
| A10 | Lars Göransson (3)–             | Nu Börjar Det Sluta Regna Written-By – L. Göransson*                                                                        |
| A11 | Rune Andersson–                 | Ruben Och Rut Written-By – R. Andersson*                                                                                    |
| B1  | Anders Fugelstad–               | Goddag - Adjö Written-By – A. Fugelstad*                                                                                    |
| B2  | Tor Bergner–                    | En Gammal Visa Written-By – N. Ferlin*, T. Bergner*                                                                         |
| B3  | Tor Bergner–                    | Möte I Norr Written-By – T. Bergner*                                                                                        |
| B4  | Bernt Staf–                     | Vingslag Written-By – B. Staf*                                                                                              |
| B5  | Bernt Staf–                     | Ute På Drift Written-By – B. Staf*                                                                                          |
| B6  | Herr T Och Hans Spelmän–        | Solola Written-By – E. Taube*                                                                                               |
| B7  | Hai & Topsy–                    | Vadsbo Skvadrons Visa Written-By – Trad.*                                                                                   |
| B8  | Hai & Topsy–                    | Tumbalalaika Written-By – Hai & Topsy, Trad.*                                                                               |
| B9  | Pierre Ström–                   | Visan Om Dockan Och Nattvakten Written-By – L. Forssell*, U. Neuman*                                                        |
| C1  | Ewert Ljusberg–                 | Stor-Märta Written-By – E. Ljusberg*                                                                                        |
| C2  | Ewert Ljusberg–                 | Njutånger Written-By – E. Ljusberg*                                                                                         |
| C3  | Ewert Ljusberg–                 | Kärringen Skulle ... Written-By – Trad.*                                                                                    |
| C4  | Ewert Ljusberg–                 | Dan Är Här [Someday's Here] Written-By – E. Ljusberg*, S. Silverstein*                                                      |
| C5  | Stefan Demert - Jeja Sundström– | Salig Farmors Blues [Blues My Naughty Sweetie Gives To Me] Written-By – A. Swanstone*, C. Morgan*, E. McCarron*, S. Demert* |
| C6  | Alf Hambe–                      | Gröne Greven Written-By – A. Hambe*                                                                                         |
| C7  | Fred Åkerström–                 | Rallarvisa Written-By – R. Nilson*                                                                                          |
| C8  | Stefan Ljungqvist–              | Balladen Om Hisingssippiflodens Förgrumling [Ol' Man River] Written-By – J. Kern*, I. Dahlberg*                             |
| C9  | Anders Fugelstad–               | Bli Brun! Written-By – A. Fugelstad*                                                                                        |
| C10 | Thorstein Bergman–              | För Kråkorna Och Vinden Written-By – E. Hagström*, T. Bergman*                                                              |
| C11 | Thorstein Bergman–              | I Frivecka Written-By – E. Hagström*, T. Bergman*                                                                           |
| D1  | Evert Taube–                    | Min Älskling Written-By – Evert Taube                                                                                       |
| D2  | No Artist–                      | YTF Mottager 1972 Års Bellmanpris                                                                                           |
| D3  | Stor Ensemble Ur YTF–           | Calle Schewens Vals Lead Vocals [Försångare] – Herr T.*                                                                     |
| D4  | Torsten Liljequist*–            | Djävulens Sång [Le Gorille] Written-By – G. Brassens*, L. Forssell*                                                         |
| D5  | Finn Zetterholm–                | Jag Ville Giva Written-By – F. Zetterholm*                                                                                  |
| D6  | Finn Zetterholm–                | Lille Klas Written-By – F. Zetterholm*                                                                                      |
| D7  | Bengt Sändh–                    | Det Angår Dig Inte Written-By – B. Sändh*                                                                                   |
| D8  | Bengt Sändh–                    | Ett Recept Written-By – B. Sändh*                                                                                           |
| D9  | Cornelis Vreeswijk–             | Polaren Per På Socialen Written-By – C. Vreeswijk*                                                                          |
| D10 | Cornelis Vreeswijk–             | Visa Till Veronica Written-By – C. Vreeswijk*                                                                               |
| D11 | No Artist–                      | Epilog |